# Schizmohetera curcici
Schizmohetera curcici är en mångfotingart som beskrevs av Makarov 200. Schizmohetera curcici ingår i släktet Schizmohetera och familjen Neoatractosomatidae. Inga underarter finns listade i Catalogue of Life.